# Пашковка (приток Косьвы)
Пашковка — река в России, протекает в Пермском крае и Свердловской области. Устье реки находится в 203 км по правому берегу реки Косьва. Длина реки составляет 11 км.
Высота устья — 294,4 м над уровнем моря.
Берёт начало на территории Карпинского городского округа Свердловской области рядом с границей с Пермским краем. Исток расположен в горах Среднего Урала, находится на водоразделе Косьвы и Яйвы. Вскоре после истока река перетекает в Александровский район Пермского края. Река течёт преимущественно в юго-восточном направлении, по ненаселённой местности среди холмов, покрытых таёжным лесом, скорость течения быстрая, характер течения — горный. Впадает в Косьву у подножия горы Пальник (413 НУМ).

## Данные водного реестра
По данным государственного водного реестра России относится к Камскому бассейновому округу, водохозяйственный участок реки — Косьва от истока до Широковского гидроузла, речной подбассейн реки — бассейны притоков Камы до впадения Белой. Речной бассейн реки — Кама.
Код объекта в государственном водном реестре — 10010100312111100008591.